# The Kovenant
The Kovenant — норвежская метал-группа, изначально игравшая в жанре мелодичного блэк-метала; впоследствии стилистика группы сместилась в сторону индастриал-метала.

## История
Группа была создана в 1992 году в Норвегии под названием Covenant, но так как уже существовала EBM-группа с таким же названием, коллективу на альбоме Animatronic пришлось сменить название на нынешнее. Первый состав группы был сформирован N Blackheart (Nagash, Lex Icon) и T Blackheart (Psy Coma) вместе с басистом и ударником, которых затем уволили. Впоследствии нескольких студийных репетиций и записи From the Storm of Shadows появился легендарный ударник Хеллхаммер (Mayhem, Arcturus, Shining, Thorns, Immortal, Winds, Dimmu Borgir). После записи дебютного альбома In Times Before the Light на лейбле Mordgrimm группа заключает контракт с Nuclear Blast и выпускает альбом Nexus Polaris.
Nexus Polaris попал в германские и французские чарты и за первую неделю был продан тиражом около 15000 копий. После получения премии «Spellemannprisen» (норвежской Грэмми) в феврале 1999 года группа приступает к записи альбома Animatronic (рабочее название — Prophecies of Fire). В то же время появляются проблемы с названием коллектива и происходит смена псевдонимов.
Альбом «Animatronic» был воспринят фанатами и критиками противоположно. Одни возносили его до небес, другие ругали. В ноябре группа должна была участвовать в телешоу «Tonight With Thomas Giertsam Show», но продюсеры показа наложили запрет на их появление. Однако через неделю показ все же состоялся. В начале 2000 года становится известно — The Kovenant вновь номинируются на «Spellemannprisen». 25 февраля The Kovenant вновь получают её как «Best Metal Act 1999 (Best Hard Rock Band)». Группа обошла Dimmu Borgir и норвежскую полит-кавер группу Black Sabbath под названием Black Debbath. Вначале ведущие ошибочно заявили, что награда достаётся последним. Это вызвало неописуемые страсти среди поклонников The Kovenant, сидевших в студии. По этому поводу было сделано ещё много всяких ехидных заявлений и инсценировок (например, в норвежском ток-шоу «Metropole Live»), вся заинтересованная общественность стояла на ушах весь март 2000 года. В марте уже чётко известно — The Kovenant едут в США. Psy Coma произносит историческую фразу — «America Must be Destroyed…….» В связи с болезнью Лекс Айкона (как говорят, у него что-то вроде менингита или арахноидита) в график гастролей были внесены существенные изменения. Ежедневно ему приходится глотать всякие лекарства, без чего он бы не выдержал интенсивной жизни на трассе. Весной и летом они в США, в октябре/ноябре — в Европе с норвежцами Zeromancer (Нидерланды, Англия, Франция, Германия, Италия, Австрия, Венгрия, Чехия, Польша).
Пока шёл турне с Zeromancer, началась работа над песнями для нового альбома. Но только летом 2002 года ситуация определилась окончательно: было определено время и место записи — осень 2002 года, студия Woodhouse. Также в планах было издание DVD/VHS и старого, но ремикшированного альбома In Times Before the Light. Он был также ремастирован, переоформлен и выпущен на Hammerheart Records. Название же нового альбома — S.E.T.I. — (The Search For Extraterestial Intelligence), это название научной программы, которая ориентирована на поиск внеземных цивилизаций. В ноябре 2002 года запись была закончена, делал её продюсер Dan Diamond и Siggi Bemm в студии Woodhouse Studio. Три года томительного ожидания — и четвёртый альбом норвежцев готов повторить успех предыдущего релиза, Animatronic (1999), который достиг #92 в немецких чартах — неслыханное дело для такого рода музыки. Последовали выступления в ходе фестивальных туров Nuclear Blast (с Hypocrisy), туров по США с Moonspell и Amorphis, европейский тур с Zeromancer и множество элитных фестивалей, типа Roskilde (Дания), Quart (Норвегия), Gods of Metal (Италия), Waldrock (Бельгия) и многие другие важные мероприятия.
Уже после выхода пластинки из The Kovenant ушёл Вон Бломберг, которому катастрофически стало не хватало времени на другие проекты. Вместо него ряды группы пополнили ударник Кут и клавишник Брат. В дальнейшем студийная деятельность коллектива стала пробуксовывать, и хотя осенью 2007-го года музыканты объявили о скором выходе альбома «Aria Galactica», было выпущено лишь переиздание «In Times Before The Light».
Группа уже в течение многих лет работает над альбомом Aria Galactica.

## Состав группы
- Lex Icon (Stian Arnesen) — бас, вокал ; ранее (с 1992 по 1998 годы) под псевдонимом Nagash принимал участие в Covenant (бас, вокал), Dimmu Borgir (бас), Carpe Tenebrum (вокал)
- Psy Coma (Amund Svensson) — гитара (Blackheart в Covenant)
- Angel — гитара
- Geir Bratland — синтезатор, клавишные (раньше в Satyricon)
- Küth — ударные (также в Ram-Zet)

## Дискография

### Covenant
- From the Storm of Shadows — демо; 1994
- In Times Before the Light — 1997;
- Nexus Polaris — 1998;

### The Kovenant
- Animatronic — 1999;
- Waldrock (Live Bootleg) — 2000;
- In Times Before the Light (Re-recorder альбома 1997 г.) — 2002;
- S.E.T.I. (альбом) — 2003;
- S.E.T.I. Club (EP)- (2003);
- In Times Before the Light (Re-release альбома 1997 г.) — 2007;
- Aria Galactica — дата выхода неизвестна;